# フォトグラファー桜井美由紀
『フォトグラファー桜井美由紀』（フォトグラファーさくらいみゆき）は、1996年から1998年までTBS系「月曜ドラマスペシャル」で放送されたテレビドラマシリーズ。全3回。原作は森村誠一。主演はとよた真帆。

## キャスト

### レギュラー
桜井美由紀
演 - とよた真帆
カメラマン。重金のバーでアルバイトをしている。姉は8年前にレイプ殺人事件で死亡。
松家良成
演 - 松尾貴史（第2作・第3作）
世田谷南警察署の警部補。
重金俊之
演 - 橋爪功
バー「トリベット」のマスター。エラリー・クイーンの推理小説の大ファン。

### ゲスト
第1作「夜の虹」（1996年）
- 蔵方江梨子（蔵方の妻・美由紀の姉の親友） - 中川安奈
- 乗松幸夫（東亜商事 営業部長・江梨子の友人） - 羽場裕一
- 面川真理（モデル・美川の恋人） - 立河宜子
- 美川光弘（俳優・江梨子の友人） - 菊池隆則
- 乗松弓枝（乗松の妻） - 宮田早苗
- 乗松幸一（乗松と弓枝の息子） - 益田圭太
- 蔵方隆一郎（資産家） - 青木義朗
- 西新宿警察署 刑事 - 西田健
- 通称：総理（ホームレス・元大学教授） - 仲谷昇
- パンチ佐藤

第2作「死都物語」（1997年）
- 宮尾佳代（宮尾の妻・美由紀の知り合い） - 沖直未
- 平井愛子（保坂歯科医院 受付） - 細川ふみえ
- 塩崎真也（ゴーストライター） - 門田俊
- 傘木小夜子（高級コールガール・のぞみの従姉妹） - 葉山レイコ
- 浅科のぞみ（歌手） - 木内美穂
- 宮尾浩蔵（民俗学者） - 田中健
- 高野（刑事） - 渡祐志
- 保坂茂（保坂歯科医院 院長・歯科医） - 西田健
- 松永博史、大土井裕二、小林勝彦、三田村賢二、丸岡奨詞

第3作「暗黒凶像」（1998年）
- 中川詩織（ホステス・コールガール） - 遊井亮子
- 栗山初枝（栗山の妻） - 藤吉久美子
- 神山徹 - ルー大柴
- 篠田菊子（住人） - 大島蓉子
- 広沢勝三（鑑識） - 浅見小四郎
- 秋谷康彦（秋谷静香の父） - 伏見哲夫
- 佐治満男（週刊文啓 編集長） - 西田健
- 山北重子（料亭の女将） - 赤座美代子
- 遠藤直人、ブッチー武者、佐々木敏、鹿島信哉

## スタッフ
- 原作 - 森村誠一
- 脚本 - 石倉保志（1・2）、林誠人（3）
- 監督 - 小澤啓一
- 技術協力 - テイクシステムズ、ビデオフォーカス
- プロデュース - 吉田由二
- 製作 - G・カンパニー、TBS

## 放送日程
| 話数 | 放送日         | タイトル | 原作         | 脚本     | 監督     |
| ---- | -------------- | -------- | ------------ | -------- | -------- |
| 1    | 1996年11月04日 | 夜の虹   | 「夜の虹」   | 石倉保志 | 小澤啓一 |
| 2    | 1997年10月20日 | 死都物語 | 「死都物語」 | 石倉保志 | 小澤啓一 |
| 3    | 1998年08月24日 | 暗黒凶像 | 「暗黒凶像」 | 林誠人   | 小澤啓一 |